# Жінки в Афганістані
Права жінок в Афганістані змінювалися протягом усієї історії. За конституцією 1964 року жінки офіційно досягли рівності. Однак вони були позбавлені цих прав у 1990-х роках через різних тимчасових правителів під час громадянської війни. Особливо під час правління Талібану жінки мали дуже мало або зовсім не мали свободи, особливо з точки зору громадянських свобод. З тих пір, як режим Талібану був усунутий після нападів 11 вересня у США, права жінок поступово покращилися в умовах Ісламської Республіки Афганістан, а жінки знову де-юре зрівнялися з чоловіками за Конституцією 2004 р., яка багато в чому ґрунтувалася на тому, що було зроблено 1964 р. Однак їх права все ще перебувають під реакційним поглядом на жінок з боку деяких класів, особливо сільських жителів, які продовжують викликати міжнародне занепокоєння. Коли в 2021 році таліби знову взяли під контроль більшу частину Афганістану, стурбованість щодо майбутнього жінок у країні зросла.

## Огляд
Афганістан розташовується в Південній Азії і має населення близько 34 мільйонів. З них 15 млн чоловіків і 14,2 млн жінок. Близько 22% афганського населення є міськими жителями, а решта 78% живуть у сільській місцевості. Згідно з місцевою традицією, більшість одружуються незабаром після закінчення середньої школи. Багато з них, решту свого життя живуть як домогосподарки.

## Історія

### До Аманулли-хана

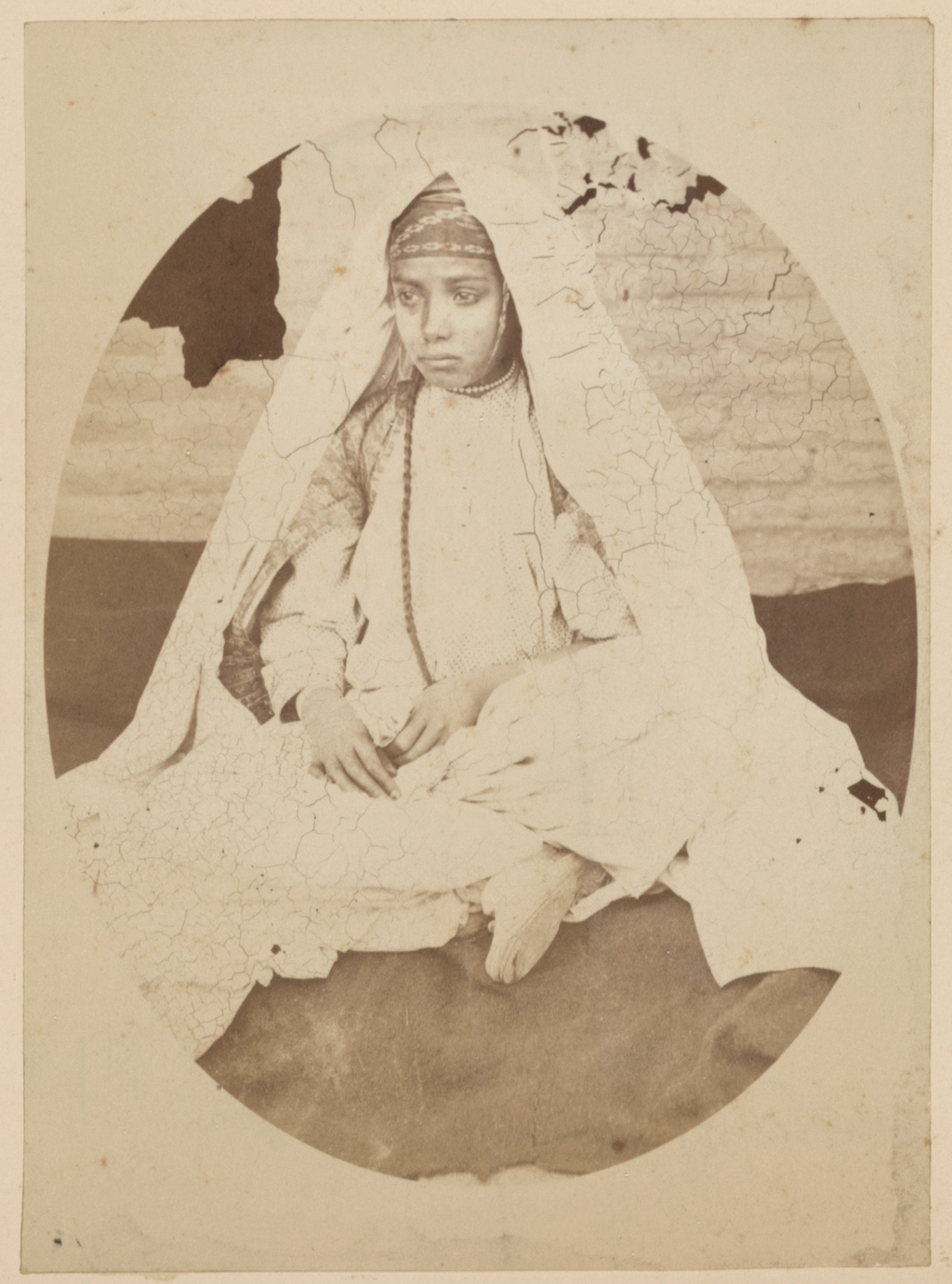
Афганська дівчина, сфотографована під час Другої англо-афганської війни

Під час імперії Дуррані (1747-1823 рр.) та ранньої династії Баракзай афганські жінки зазвичай жили у стані пурди та гендерної сегрегації, нав'язаної патріархальними звичаями. Хоча так було у всьому Афганістані, звичаї дещо відрізнялися між різними районами та етнічними групами. Жінкам-кочівницям, наприклад, не доводилося приховувати обличчя інколи навіть могли показувати частину свого волосся. Жінки не відігравали жодної суспільної ролі в суспільстві, проте деякі жінки, стали відомими як поетеси та письменниці, що було мистецтвом, яке жінка могла виконувати, живучи в усамітненні в гаремі. 
Правителі Афганістану зазвичай мали гарем, який складався з чотирьох офіційних дружин, а також великої кількості неофіційних дружин заради шлюбної дипломатії, але також і великої кількості поневолених жінок у королівському гаремі, відомих як каніз та сураті. Деякі жінки королівського гарему мали вплив на державні справи зсередини королівського гарему, зокрема Заргона Анаа, Мірмон Айєша та Бабо Ян.

### Аманулла-хан

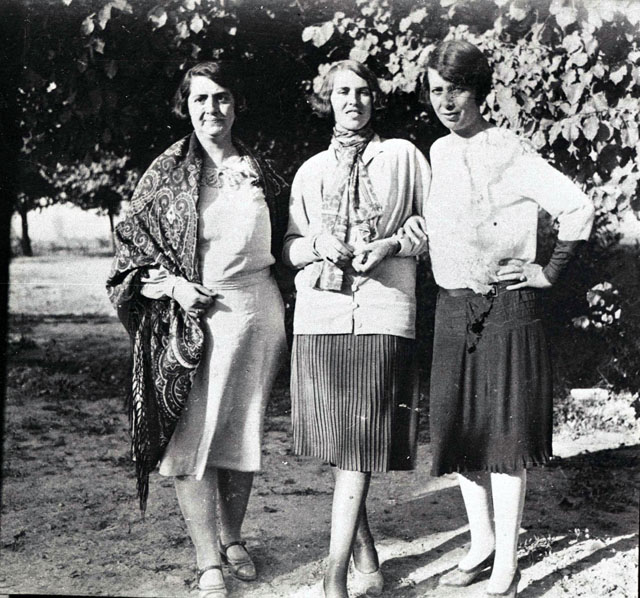
Афганські жінки в 1927 році, під час періоду реформ Аманулли Хана

Деякі правителі Афганістану намагалися збільшити свободу жінок. Здебільшого ці спроби були невдалими. Однак було кілька лідерів, які змогли внести деякі істотні, хоча і тимчасові, зміни. Першим з них був Аманулла-хан, який правив з 1919 по 1929 рр. і зробив деякі найбільш помітні зміни, намагаючись об’єднати, а також модернізувати країну. Він пропагував свободу жінок у публічній сфері, щоб зменшити контроль, який патріархальні сім'ї здійснювали над жінками. Аманулла-хан наголосив на важливості жіночої освіти. Поряд із заохоченням сімей відправляти дочок до школи, він переконував їх прийняти більш західний стиль одягу для жінок.  У 1921 році він створив закон, який скасував примусовий шлюб, дитячий шлюб та ціну нареченої, а також встановив обмеження на багатоженство, що є звичайною практикою серед домогосподарств в Афганістані. 
Сучасні соціальні реформи для афганських жінок почалися, коли Сорая Тарзі, дружина Аманулли-хана, провела швидкі реформи, щоб покращити життя жінок та їх становище в сім’ї, шлюбі, освіті та професійному житті. Вона заснувала перший жіночий журнал (Irshad-e Naswan, 1922), першу жіночу організацію (Anjuman-i Himayat-i-Niswan), перші жіночі школи Masturat School (1920) та Ismat (Malalai) School (1921), перший жіночий театр у Пагмані та першу жіночу лікарню — лікарня Мастурат (1924); група студенток з нових жіночих шкіл були включені до числа афганських студенток, яким було дозволено навчатися за кордоном у 1928 р. Сорая Тарзі показала приклад для скасування гендерної сегрегації, з'явившись зі своїм чоловіком, знявши покриття з голови на публіці, її приклад наслідували інші.  Король заявив, що покриття голови є необов’язковим, дозволив західний одяг у Кабулі та зарезервував певні вулиці для чоловіків та жінок, які носять сучасний одяг. У 1928 році Аманулла відправив п’ятнадцять випускниць середньої школи Мастурат, дочок королівської родини та урядовців, на навчання до Туреччини. Сорая Тарзі була єдиною жінкою, яка потрапила до списку правителів Афганістану, і їй приписували, що вона була однією з перших і найпотужніших афганських та мусульманських жінок-активісток.
Сорая Тарзі викликала протест в афганському середовищі і сприяла остаточній загибелі правління її та її чоловіка в 1929 році. Падіння Аманулли-хана викликало серйозну реакцію, і його наступник відновив завісу і відштовхнув реформи в правах жінок, посиливши пурду. Жіноча асоціація, а також жіночий журнал, заснований Сораєю, були заборонені, школи для дівчат закриті, а студенток, яким було дозволено навчатися в Туреччині, відкликали до Афганістану і змусили надіти вуаль і знову увійти в пурду. 

### Мохаммед Захір-шах

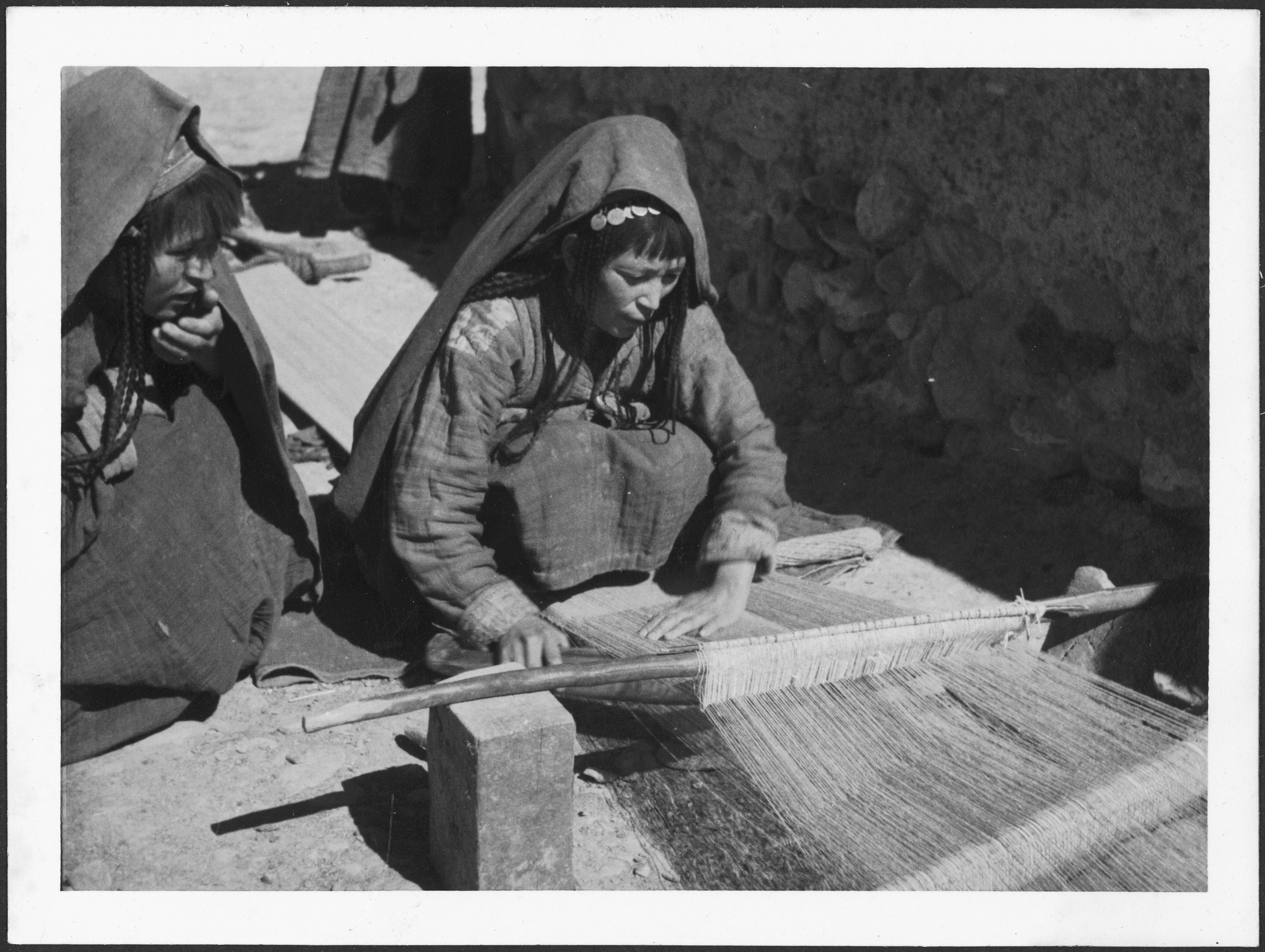
Туркменські жінки за ткацьким верстатом в Афганістані,1939; жінки традиційно виконували в країні ткацькі роботи

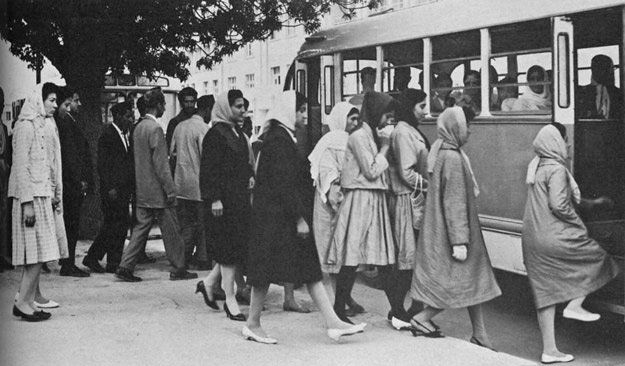
Афганські жінки в Кабулі у 1950 -х роках

Наступники Мохаммед Надір-шах та Мохаммед Захір-шах діяли більш обережно, але, тим не менш, працювали над помірним і постійним покращенням прав жінок. Жінкам було дозволено відвідувати заняття у жіночій лікарні Мастурат у Кабулі в 1931 р., а з 1939 р. — жіночі школи почали відкриватися знову, хоча перша середня школа для дівчаток офіційно називалася «школою медсестер», щоб запобігти будь-яким перешкодам. Після Другої світової війни модернізація була визнана урядом необхідною, що призвело до відродження жіночого руху. У 1946 р. була заснована урядова Асоціація жіночого добробуту (WWA) під керівництвом королеви Хумайри Бегум, яка надавала жінкам шкільні заняття та професійні класи, а з 1950 по 51 студентці приймали до Кабульського університету.
Після обрання Мохаммеда Дауд Хана прем'єр-міністром у 1953 році, соціальні реформи, які надали жінкам більшу присутність у публічній сфері, заохочувалися. Однією з його цілей було звільнитися від ультраконсервативної ісламістської традиції ставитися до жінок як до громадянок другого сорту. За свій час він досяг значних успіхів у напрямку модернізації.
Прем'єр-міністр ретельно і поступово готував емансипацію жінок. Він розпочав з того, що представив жінок-робітниць на Радіо Кабул у 1957 році, відправивши жінок-делегаток на Азійську жіночу конференцію в Каїрі, а також у 1958 році працевлаштував сорок дівчат на урядовий гончарний завод. Коли цього не відбулося без заворушень, уряд вирішив, що настав час для дуже суперечливого кроку «розкриття». У серпні 1959 року, у другий день фестивалю в Єшині, королева Хумайра Бегум та принцеса Бількіс з’явились у королівській ложі на військовому параді разом із дружиною прем’єрміністра Заміною Бегум. Група ісламських священнослужителів надіслала прем’єр-міністру лист на знак протесту і вимагала поважати шаріат. Прем'єр-міністр відповів, запросивши їх до столиці, пред'явити йому доказ того, що Святе Письмо справді вимагає бурку. Коли священнослужителі не змогли знайти такий уривок, прем'єр-міністр заявив, що жінки-членкині королівської сім'ї більше не будуть носити бурку, оскільки ісламський закон цього не вимагає. Хоча бурку ніколи не забороняли, за прикладом королеви та дружини прем’єр-міністра наслідували дружини та дочки урядовців, а також інші міські жінки вищого класу та середнього класу, з Куброю Нурзай і Масумою Есматі-Вардак.
Конституція Афганістану 1964 р. надавала жінкам рівні права, включаючи загальне виборче право та право балотуватися на посаду. У містах жінки мали змогу виглядати відкритими, служити на державних посадах та працювати на посадах науковиць, вчительок, лікарок та державних службовиць, вони також мали значну свободу зі значними можливостями освіти. Жінки також почали з'являтися в засобах масової інформації. Рухшана відома як одна з перших афганських поп-співачок, що стала відомою в 1960-х роках.
Проте, незважаючи на зусилля Асоціації добробуту жінок (WWA), більшість жінок продовжували бути виключеними з цих можливостей, оскільки ці реформи мали невеликий ефект за межами міст і стосувалися переважно жінок з еліти. Сільська місцевість була глибоко патріархальним, племінним суспільством, і на зміни сільських жінок не вплинули реформи, що відбувалися у містах. 
У 1977 році Міною Кешвар Камаль було засновано Революційну асоціацію жінок Афганістану (RAWA). RAWA все ще працює в афгано-пакистанському регіоні.

### Комуністична доба
Демократична Республіка Афганістан (1978–1987 рр.) та Республіка Афганістан (1987–1992 рр.), які послідували за Саурською революцією 1978 р. , яка повалила уряд Мохаммеда Дауд Хана, були періодом безпрецедентної рівності жінок в Афганістані. Комуністична ідеологія офіційно відстоювала статеву рівність та права жінок, і комуністичний уряд намагався впровадити її — хоча і без успіху — у всіх класах як у міському, так і в сільському Афганістані.
У 1978 р. уряд на чолі з Нур Мухаммед Таракі надав жінкам рівні права. Це дало їм теоретичну можливість вибирати чоловіка та кар’єру. Політику емансипації жінок уряду активно підтримувала Демократична жіноча організація Афганістану (DOAW), а пізніше Рада афганських жінок (AWC), яка прагнула її впровадити. До 1989 року AWC очолювала Масума Есматі-Вардак. AWC налічувала близько 150 000 членок майже у всіх провінціях. AWC надавала соціальні послуги жінкам в Афганістані, у боротьбі з неписьменністю, та надавала професійно-технічну підготовку в секретарській, перукарській та виробничій сфері.
За часів комунізму права жінок підтримувалися як афганським урядом, так і урядом СРСР, який його підтримував. На відміну від того, що було за часів монархії, коли права жінок обмежувалися лише жінками міської еліти, комуністи намагалися реалізувати гендерну рівність та права жінок для всіх класів суспільства, а також для сільських жінок та дівчат.
Ідеологічне застосування комуністичним урядом емансипації жінок у сільській місцевості проходило у формі примусової кампанії з навчання грамоти серед сільських жінок, якій вкрай протистояли, зокрема, в пуштунських племінних районах. Комуністи також скасували патріархальні звичаї, які все ще поширені в сільській місцевості, такі як ціна нареченої, і підвищили вік згоди дівчат до шлюбу до шістнадцяти років. Політика відкриття (зняття бурки) та обов'язкового навчання для дівчаток та хлопчиків, однак, отримала сильну реакцією з боку консервативного сільського населення та сприяла опору проти Рад та комуністичного режиму. Сільський консервативний ісламський та антикомуністичний рух опору визнав міське населення виродженим через реформи соціальної модернізації комуністів, особливо через жіночу емансипацію, в якій міські жінки змішувалися з чоловіками та брали участь у суспільному житті, і освіта для жінок, і взагалі права жінок, сільське населення стало асоціювати з комунізмом та атеїзмом.
Хоча емансипація жінок була частиною політики режиму, ця політика була запроваджена на користь партії, а не через будь-які гуманістичні принципи. За деякими винятками, такими як Анахіта Ратебзад, Масума Есматі-Вардак та Сальча Фарук Етемаді, більшість жінок були активні на нижчому та середньому рівні партійної ієрархії, а не на вищому. За часів комуністичного режиму тисячі міських жінок були залучені до кадрового складу та міліції партії НДПА та Організації демократичних жінок Афганістану, навчалися воєнному бою проти ісламських партизанів, серед міських жінок це викликало занепокоєння, що реакційні фундаменталісти можуть повалити комуністичний режим та захищені ним права жінок.
AWC став символом прав жінок в очах багатьох, хто побоювався жертвувати AWC під час переговорів про національне примирення, які розпочалися в 1987 році. Стверджується, що у 1991 році близько семи тисяч жінок навчалися у вищих навчальних закладах та близько 230 тисяч дівчат навчались у школах по всьому Афганістану. Було близько 190 жінок-професорок і 22 000 вчительок. 

### Моджахеди та епоха талібів
У 1992 році до влади прийшов уряд під керівництвом Мохаммада Наджибулли створивши Ісламську державу Афганістан. Війна в Афганістані продовжилася на новому етапі, коли Гульбуддін Хекматіар розпочав кампанію бомбардування Ісламської держави в Кабулі.
Обмеження, введені під час створення «Ісламської держави», полягали у «забороні вживання алкоголю та введенні іноді чисто символічної завіси для жінок». Однак жінки залишаються на робочому місці, і ліберальні положення конституції 1964 року значною мірою підтримуються. Жінки стали більш обмеженими після того, як Гекматіар був включений до складу Ісламської держави на посаді прем'єр-міністра Афганістану в 1996 році. Він вимагав звільнити жінок, які з'явилися на телебаченні. Під час жорстокої чотирирічної громадянської війни деякі жінки були викрадені, а деякі з них зґвалтовані.

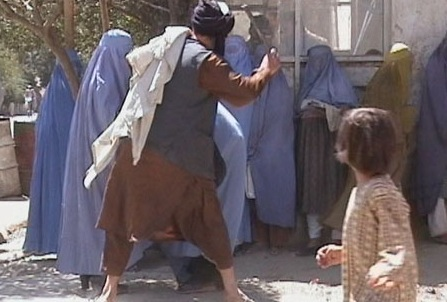
Релігійна поліція Талібану побила жінку в Кабулі, знято RAWA 26 серпня 2001 року

Як і їхній лідер Мулла Омар, більшість талібських солдатів були бідними селянами, які навчалися у школах ваххабітів у сусідньому Пакистані. До групи також приєдналися пакистанські пуштуни. Талібан заявив, що жінкам заборонено виходити на роботу і що вони не повинні виходити з дому, якщо їх не супроводжує член сім'ї чоловіка. Коли вони все ж виходили, вони були зобов’язані носити бурку. Жінкам відмовляли у офіційній освіті і зазвичай їх змушували залишатися вдома.
Під час п’ятирічного правління талібів жінки в Афганістані перебували під домашнім арештом, і їх часто змушували фарбувати вікна так, щоб нічого не було видно ні зсередини, ні ззовні. Деякі жінки, які колись займали респектабельні посади, були змушені блукати вулицями у своїх паранджах, продаючи все, що їм належало, або жебракувати, щоб вижити. Організація Об'єднаних Націй відмовилася визнати уряд Талібану, США ввели жорсткі санкції, що призвело до надзвичайних економічних скрут.
Оскільки до режиму Талібану більшість вчительок були жінками, нові обмеження щодо працевлаштування жінок створили величезну нестачу вчителів, що завдало величезного навантаження на освіту як хлопчиків, так і дівчаток. Хоча жінкам забороняли займатися більшістю робіт, включаючи викладання, деяким жінкам у сфері медицини було дозволено продовжувати працювати. Це тому, що таліби вимагали, щоб жінки могли лікуватися тільки у жінок-лікарок.
Кілька командирів Талібану та Аль-Каїди займалися торгівлею людьми, викрадали жінок та продавали їх у проституцію та рабство в Пакистані.

### Ісламська Республіка Афганістан

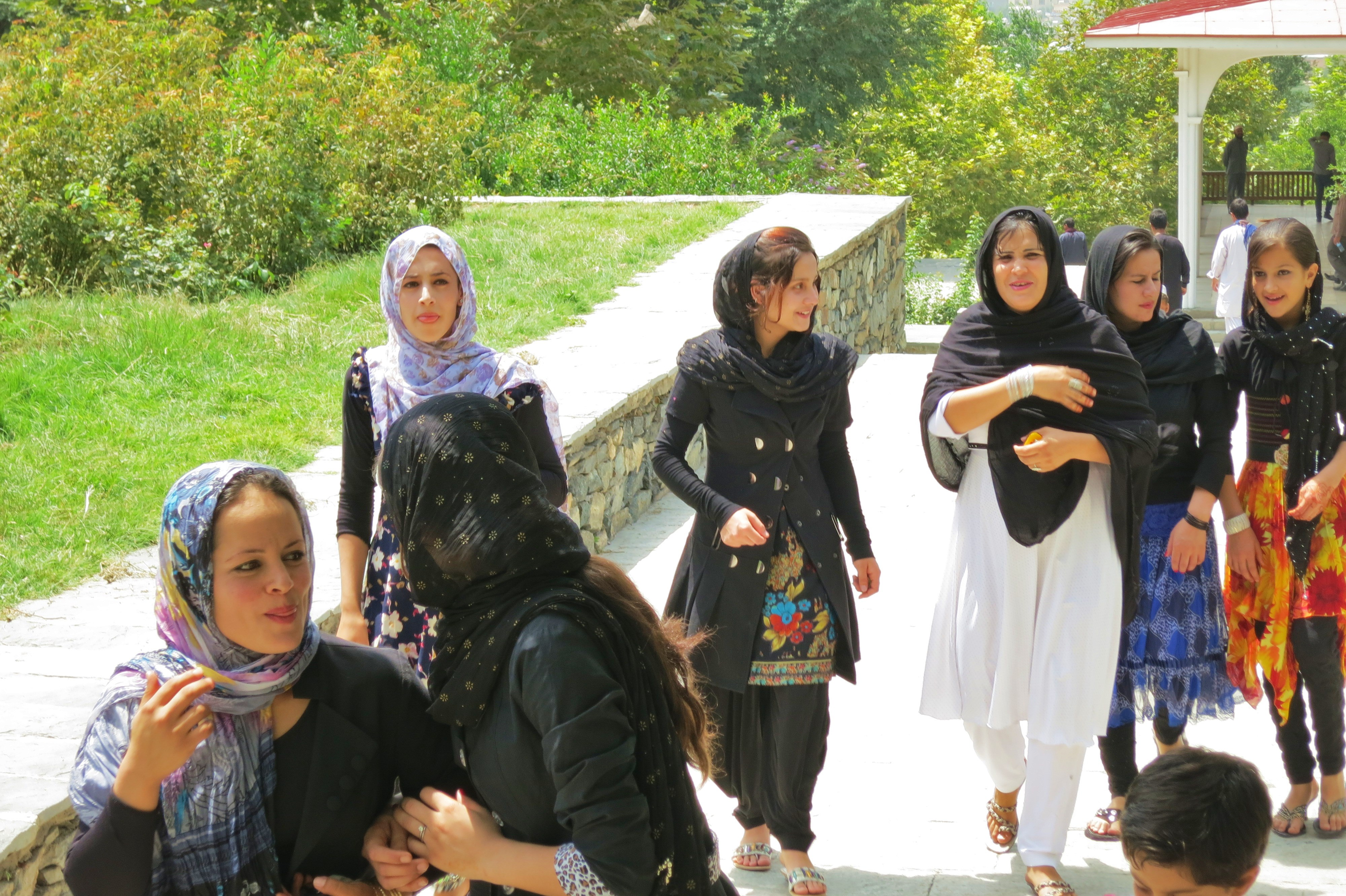
Група афганських жінок відвідувала сади Бабур у Кабулі у 2013 році

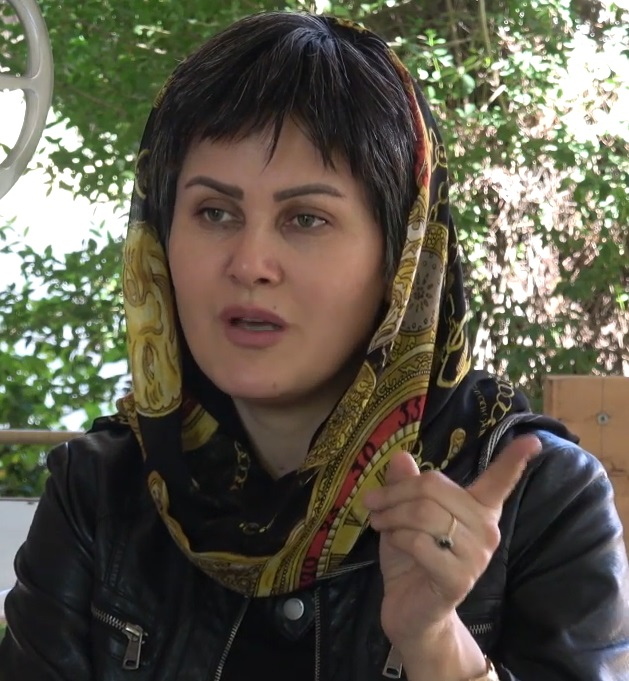
Сахра Карімі була призначена першою жінкою-генеральною директоркою афганського кіно у 2019 році.

Наприкінці 2001 року США вторглися в Афганістан, був сформований новий уряд під керівництвом Хаміда Карзая, до складу якого увійшли жінки, подібно до Афганістану до 1990-х. Згідно з новою конституцією 2004 року, 27 відсотків з 250 місць у Палаті людей зарезервовані для жінок.
У березні 2012 року президент Карзай схвалив «кодекс поведінки», виданий Радою Улеми. Деякі правила зазначали, що «жінки не повинні подорожувати без опікуна-чоловіка і не повинні змішуватися з чужими чоловіками в таких місцях, як школи, ринки та офіси». Карзай сказав, що правила відповідають ісламському законодавству і що кодекс поведінки був написаний за погодженням з афганською жіночою групою». Правозахисні організації та жінки-активістки заявили, що, схваливши цей кодекс поведінки, Карзай поставив під загрозу «важко досягнутий прогрес у сфері прав жінок після того, як Талібан втратив владу в 2001 році».
Загальна ситуація афганських жінок покращилася протягом 2000-х, особливо у великих міських районах, але ті, хто проживають у сільській частині країни, все ще стикаються з багатьма проблемами. У 2013 році індійська письменниця Сушміта Банерджі була вбита в провінції Пактика бойовиками за те, що вона нібито кинула виклик диктатурі Талібану. Вона була одружена з афганським бізнесменом і нещодавно переїхала до Афганістану. Напередодні вона врятувалася від двох випадків страти талібами у 1995 році, а пізніше втекла до Індії. Її розповідь про втечу стала боллівудським фільмом «Втеча з Талібану» (Escape from Taliban).
У звіті уряду 2011 року було встановлено, що 25% жінок та дівчат, у яких діагностовано акушерський свищ, були молодшими за 16 років, коли потрапили в шлюб. У 2013 році Організація Об’єднаних Націй опублікувала статистику, яка свідчить про зростання на 20% насильства проти жінок, часто через те, що домашнє насильство виправдовується консервативною релігією та культурою. У лютому 2014 року Афганістан прийняв закон, який містить положення, яке обмежує можливості уряду змушувати деяких членів сім'ї свідчити про домашнє насильство. Human Rights Watch назвала імплементацію Закону 2009 року про ліквідацію насильства проти жінок «поганою», зазначивши, що деякі випадки були проігноровані.
Відповідно до афганського законодавства, жінкам по всій країні дозволено керувати транспортними засобами. Їм також дозволено брати участь у деяких міжнародних заходах, таких як Олімпійські ігри та змагання з роботами. Правозахисні організації, включаючи Human Rights Watch  та Комісію США з питань міжнародної свободи віросповідання, висловили стурбованість щодо прав жінок у країні. Джорджтаунський інститут жінок, миру та безпеки вважає Афганістан однією з найгірших країн для жінок.
Відповідно до нового закону, підписаного президентом Афганістану Ашрафом Гані, афганським жінкам було дозволено включати свої імена у свідоцтва про народження своїх дітей та посвідчення особи. Цей закон став головною перемогою афганських правозахисниць, включаючи Лалех Османі, яка протягом кількох років проводила агітацію за хештегом #WhereIsMyName у соціальних мережах за включення імен обох батьків.

### Ісламський Емірат Афганістан
У серпні 2021 року президент Афганістану Ашраф Гані та США покинули країну, а таліби взяли під свій контроль і встановили новий уряд. У деяких районах таліби змусили жінок припинити роботу.

## Насильство проти афганських жінок
У 2015 році Всесвітня організація охорони здоров’я повідомила, що 90% жінок в Афганістані пережили хоча б одну форму домашнього насильства. Громада широко толерує насильство проти жінок, і воно широко практикується в Афганістані. Насильство проти жінок у Афганістані коливається від словесного та психологічного насильства до фізичного насильства та вбивства.
З дитинства дівчата та жінки перебувають під владою своїх батьків або чоловіків. Їх свобода пересування обмежена, оскільки вони діти, а також відповідальність чоловіків. Жінки та дівчата позбавлені освіти та економічної свободи. У шлюбних та післяшлюбних стосунках їхні можливості відстоювати свою економічну та соціальну незалежність обмежені. Більшість заміжніх афганських жінок стикаються з суворою реальністю, що вони змушені терпіти насильство. Якщо вони намагаються вирватися з ситуації насильства, вони незмінно стикаються із соціальною стигмою, соціальною ізоляцією, переслідуванням за те, що вони покинули свої будинки, та можуть стати жертвами «убивства честі» своїх родичів. 
Переважають звичаї та традиції, на які впливають багатовікові патріархальні правила, стає актуальним питання насильства над жінками. Високий рівень неписьменності серед населення ще більше укріплює проблему. Ряд жінок у всьому Афганістані вважають, що допустимо, щоб їхні чоловіки знущалися над ними. Скасування цього загального визнання зловживань стало однією з основних причин створення EVAW.
У 2009 році було підписано закон про ліквідацію насильства проти жінок (EVAW). EVAW було створено кількома організаціями, яким допомагали видатні правозахисниці в Кабулі (а саме ЮНІФЕМ, Права та демократія, Мережа афганських жінок, Комісія жінок у Парламенті та Міністерство у справах жінок Афганістану).
У березні 2015 року 27-річну афганку Фархунду Малікзаду публічно побили і вбили радикальні мусульмани у Кабулі за хибним звинуваченням у оскверненні Корану. Пізніше стало відомо, що вона не палила Коран.
У 2018 році Amnesty International повідомила, що насильство проти жінок було скоєно як державними, так і недержавними суб'єктами.
У квітні 2020 року HRW повідомила, що в Афганістані жінки з інвалідністю стикаються з усіма формами дискримінації та сексуальних домагань під час звернення по державну допомогу, органів охорони здоров’я та шкіл. У доповіді також детально описано щоденні бар’єри, з якими стикаються жінки та дівчата в одній із найбідніших країн світу. 

## Освіта жінок

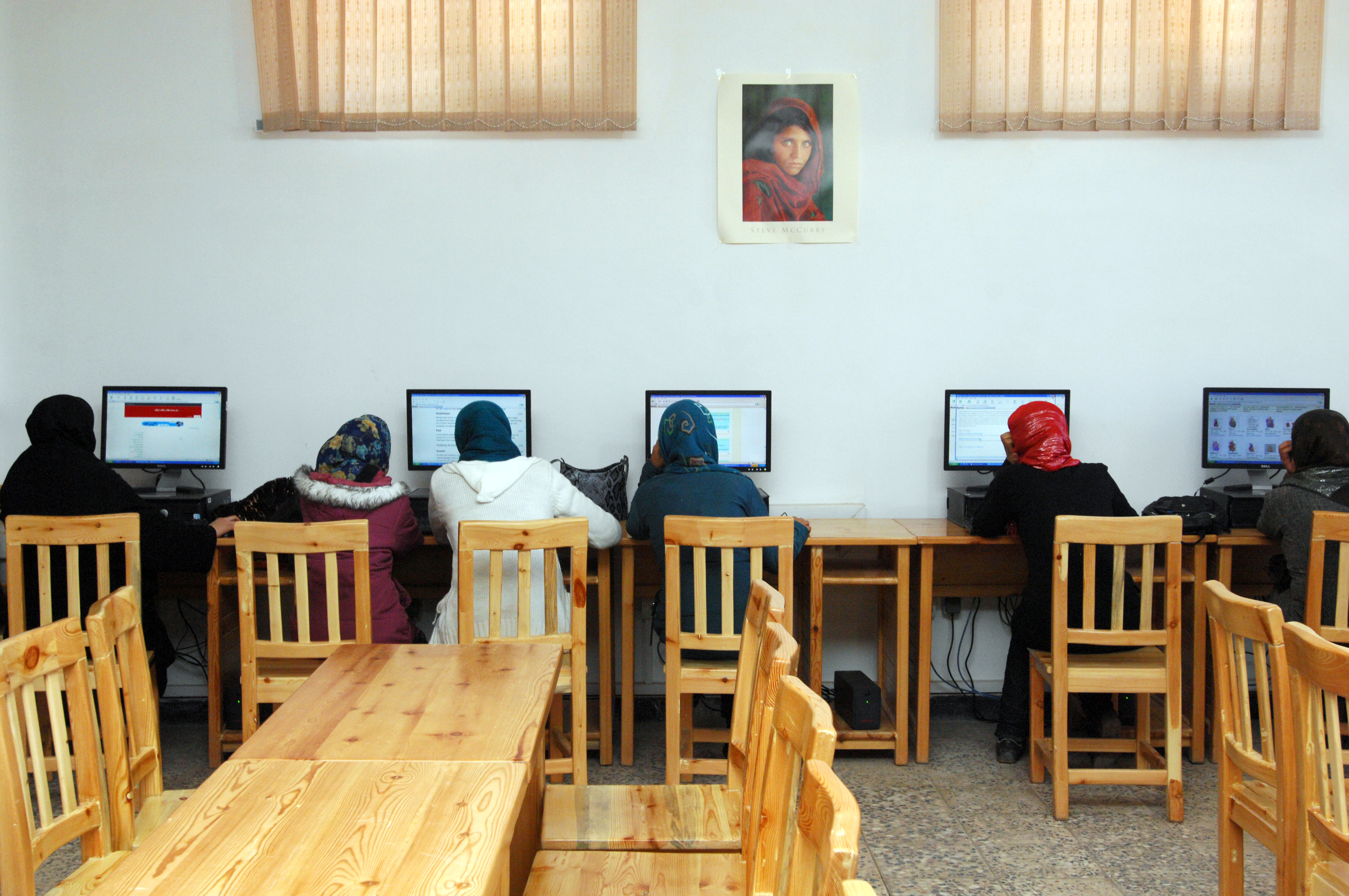
Студентки, які користуються Інтернетом в Гератському університеті в місті Герат на заході Афганістану.

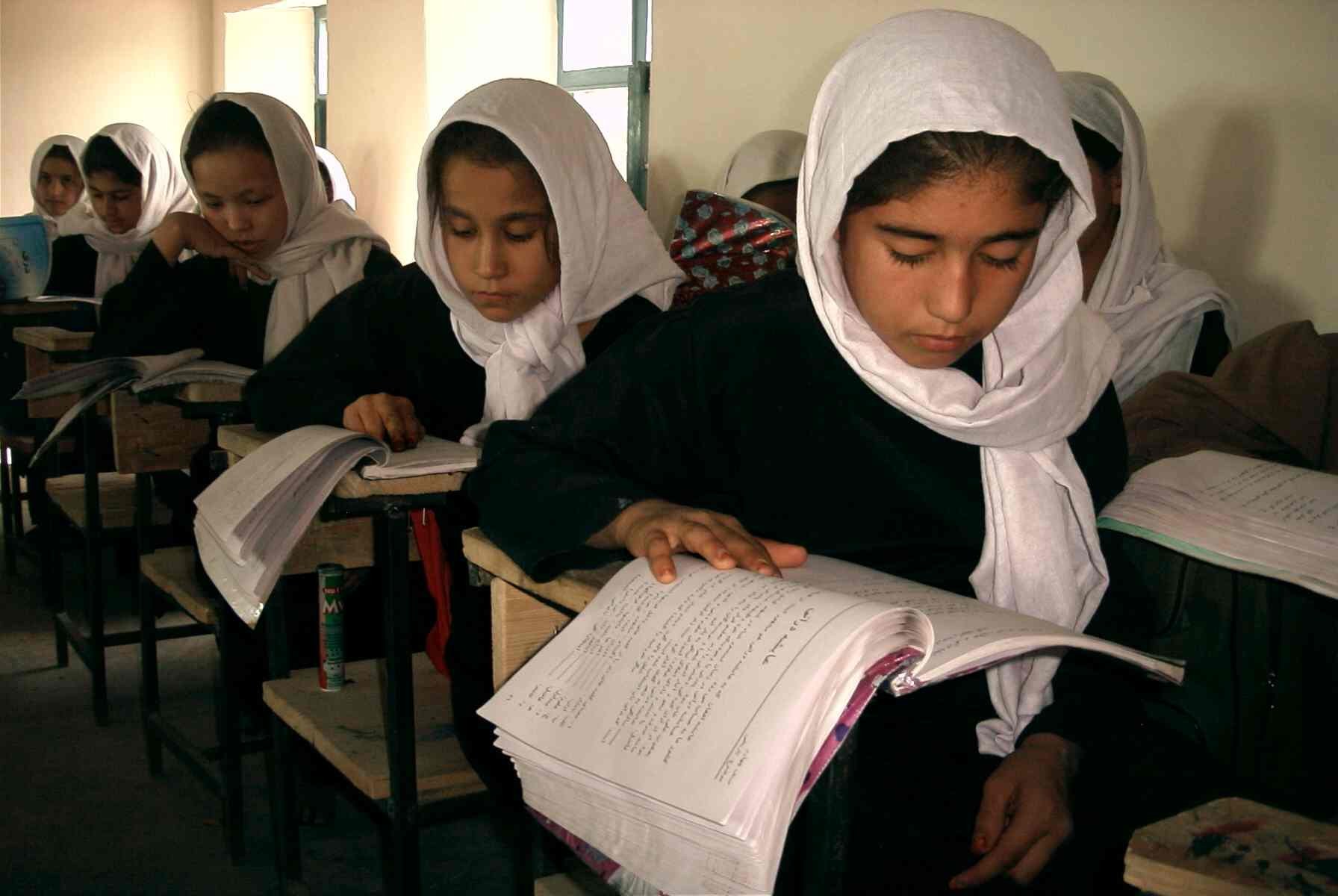
Учениці школи в провінції Саманган (2006)

Протягом останнього десятиліття освіта в Афганістані поступово покращувалася, але потрібно ще багато зробити, щоб привести її до міжнародних стандартів. Рівень грамотності жінок становить лише 24,2%. У країні навчається близько 9 мільйонів студентів і студенток. З них близько 60% складають чоловіки і 40% жінки. Понад 174 000 студентів навчаються у різних університетах по всій країні. Близько 21% з них — жінки. 

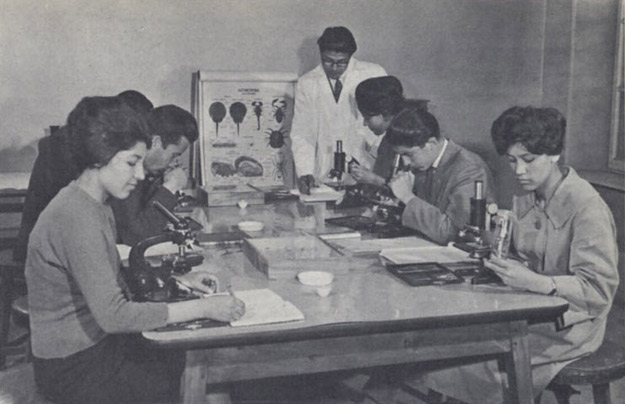
Уроки біології в Кабульському університеті наприкінці 1950-х або на початку 1960-х років.

На початку ХХ століття освіта жінок була надзвичайно рідкісною через відсутність шкіл для дівчаток. Іноді дівчата мали змогу отримати початкову освіту, але вони ніколи не переходили до середньої освіти. Під час правління Захір-шаха (1933–1973) освіта для жінок стала пріоритетом, а молодих дівчат почали відправляти до шкіл. У цих школах дівчат навчали дисципліні, новим технологіям, ідеям та соціалізації в суспільстві.
У 1947 році Кабульський університет був відкритий для дівчат, а до 1973 року в школах по всьому Афганістану навчались приблизно 150 000 дівчат. На жаль, шлюб у молодому віці призводив до високого рівня вибуття, але все більше дівчат вступали до професій, які колись вважалися виключно чоловічими. Жінки отримали нові можливості заробляти краще для себе та своїх сімей. Однак після громадянської війни та захоплення влади талібами, жінок позбавили цих можливостей і повернули до життя, де вони повинні були залишатися вдома і контролюватись своїми чоловіками та батьками.
Під час режиму талібів багато жінок, які раніше були вчительками, почали таємно навчати молодих дівчат (а також деяких хлопчиків) у своїх районах, навчаючи одночасно від десяти до шістдесяти дітей. Будинки цих жінок стали громадськими будинками для студентів і студенток і повністю фінансувалися та управлялися жінками. Новини про ці таємні школи поширюються від жінки до жінки.
Щодня молоді дівчата ховали все своє шкільне приладдя, наприклад, книги, зошити та олівці, під паранджу, щоб ходити до школи. У цих школах молодих жінок навчали основним літературним навичкам, навикам рахунку та різним іншим предметам, таким як біологія, хімія, англійська мова, вивчення Корану, кулінарія, шиття та в’язання. Багатьох жінок, які займаються викладанням, таліби спіймали і переслідували, ув'язнили та катували.
Таліби все ще виступають проти освіти афганських хлопчиків і дівчаток. Вони спалюють школи, вбивають учнів та вчителів різними засобами, включаючи хімічну зброю. Наприклад, у червні 2012 року Національне управління безпеки Афганістану (NDS) затримало 15 підозрюваних «у зв'язку з серійними атаками проти школи на півночі Афганістану». NDS вважає, що за цією ідеєю стояла пакистанська міжвідомча розвідка. У той же період Пакистан відмовлявся поставляти шкільні підручники.
У 2015 році Кабульський університет розпочав перший магістерський курс з гендерних та жіночих студій в Афганістані. 
Афганські жінки здобувають освіту в Казахстані в рамках казахстансько-афганської державної освітньої програми, спонсорованої Республікою Казахстан. Казахстан надає великого значення розширення прав і можливостей жінок та зміцненню стабільності в Афганістані. У вересні 2018 року Казахстан досяг угоди з Європейським Союзом про те, що ЄС внесе два мільйони євро для навчання афганських жінок у Казахстані. 
У жовтні 2019 року Казахстан, ЄС та ПРООН розпочали освітню програму для навчання кількох десятків афганських жінок у казахських університетах протягом наступних п’яти років. Станом на 2019 рік майже 900 випускниць казахстанської програми займають керівні посади в офісі президента Афганістану, урядових міністерствах, прикордонній службі та поліції, а інші працюють лікарками, інженерками та журналістками.

## Галерея

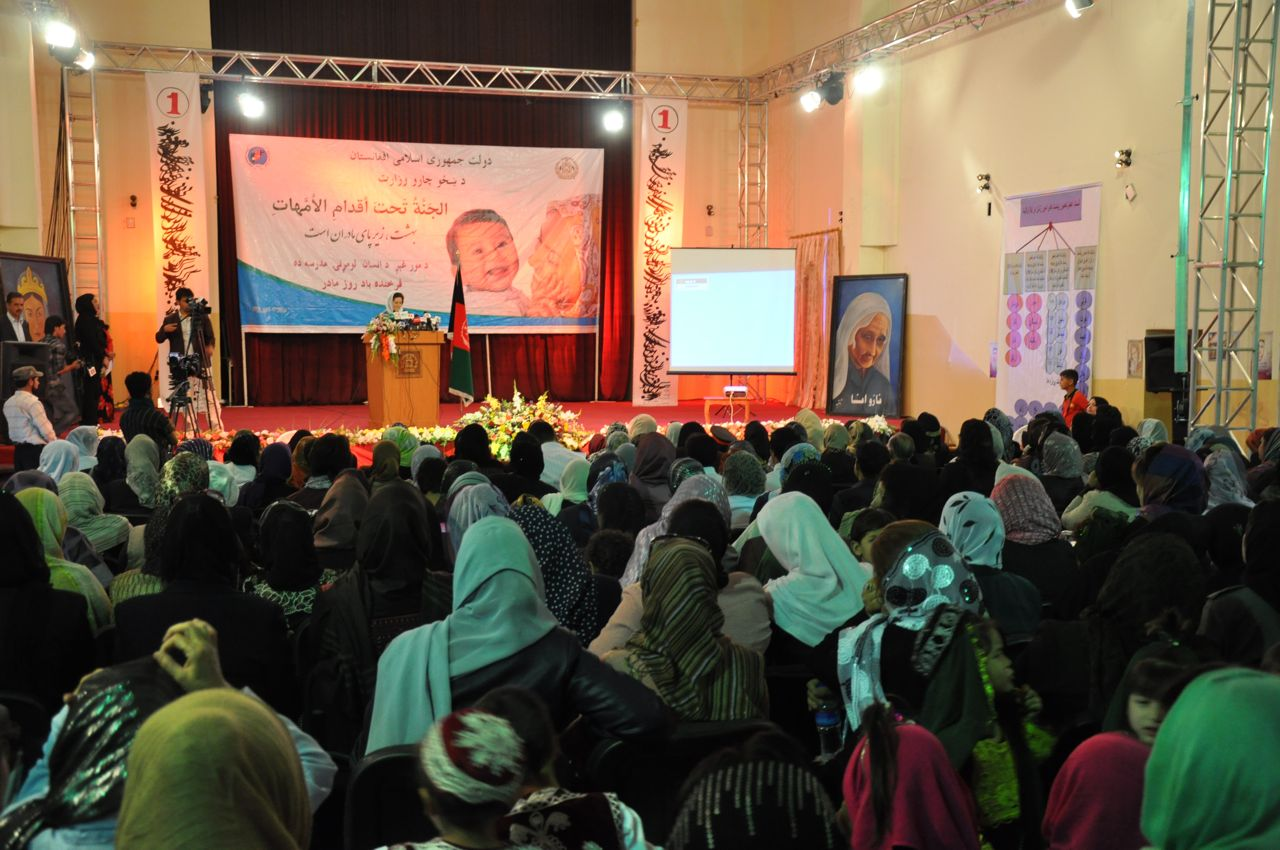
Подія до Дня матері в Афганістані
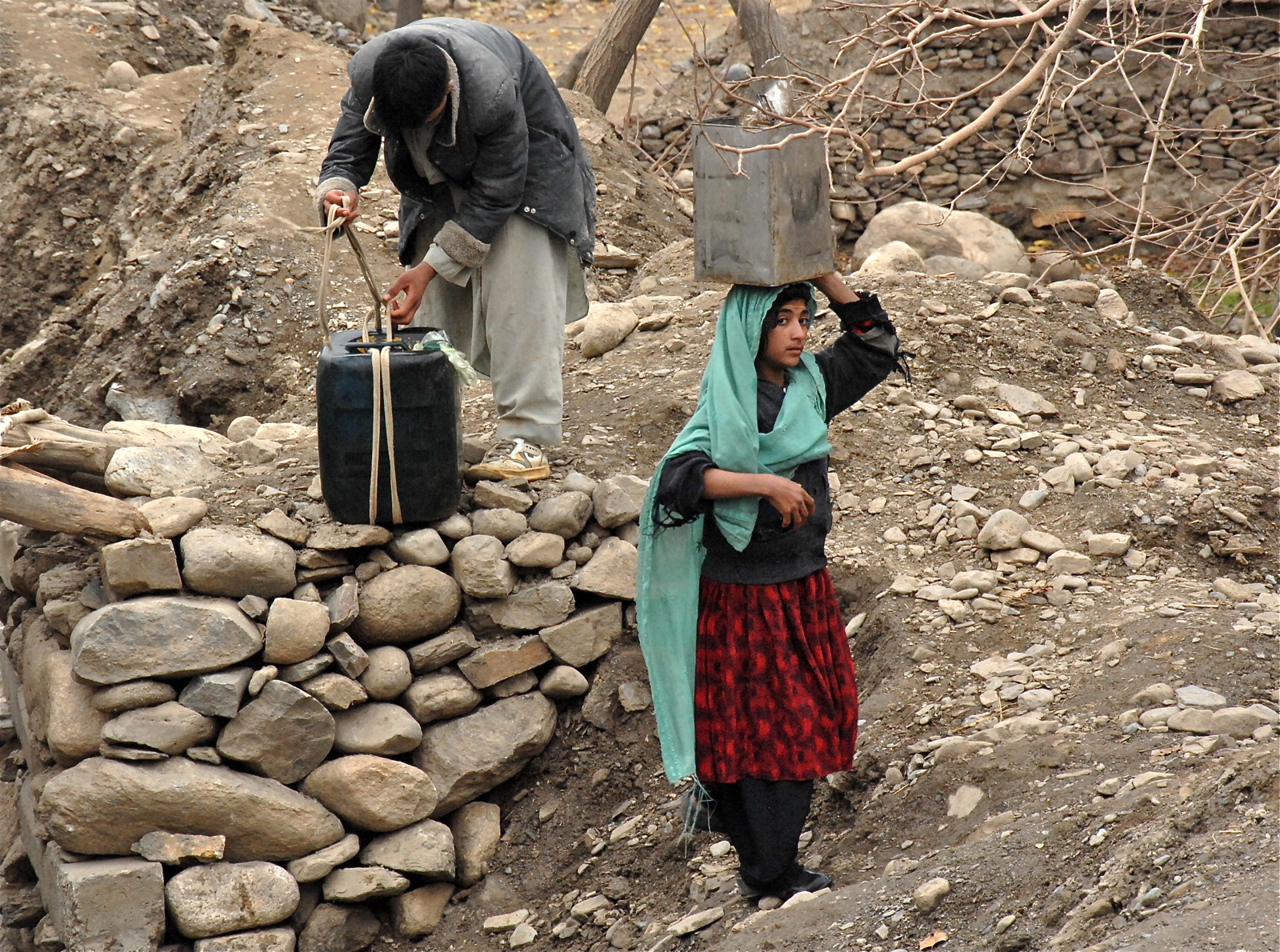
Молода жінка набирає воду
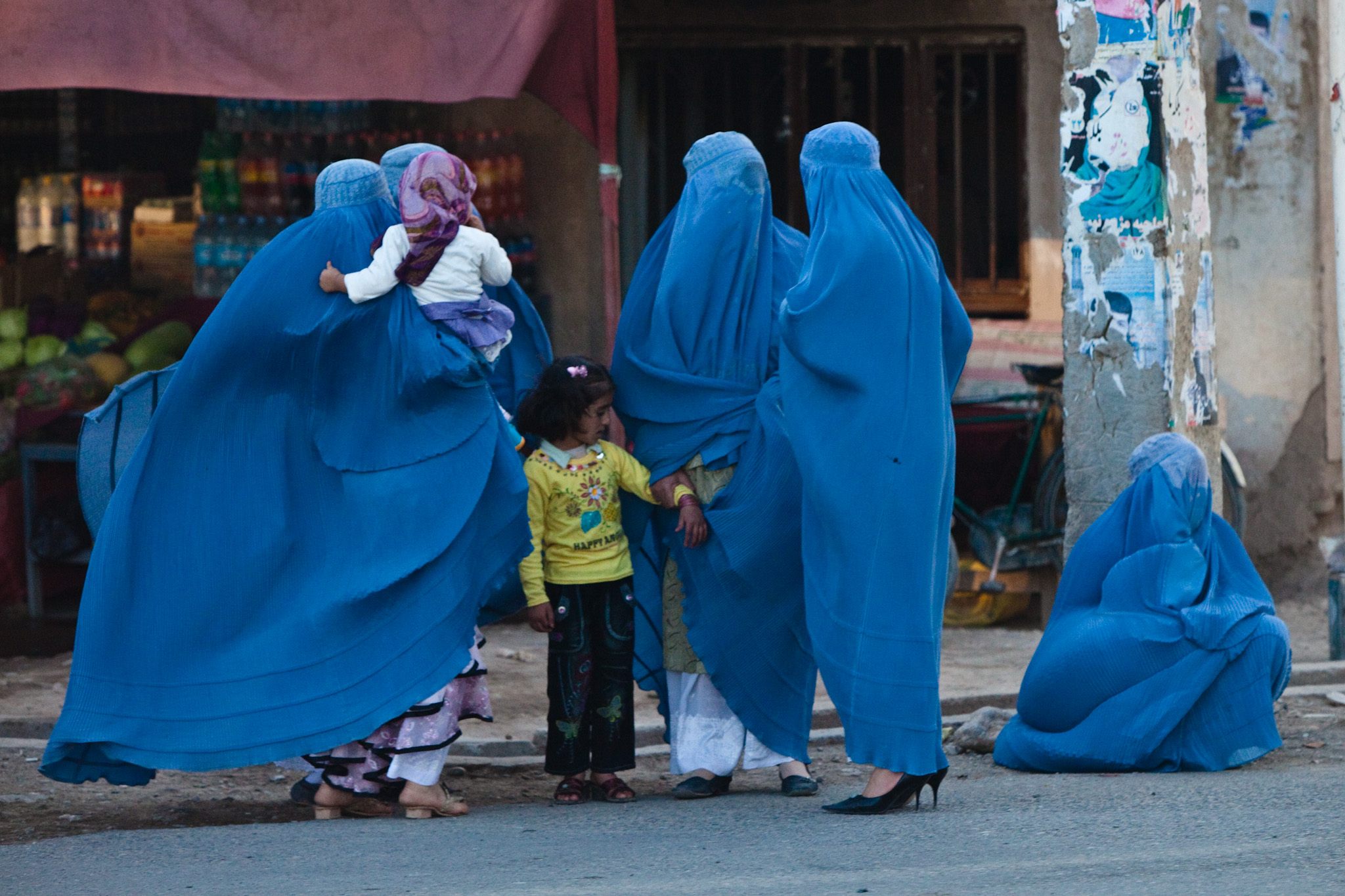
Група жінок в бурках у Гераті
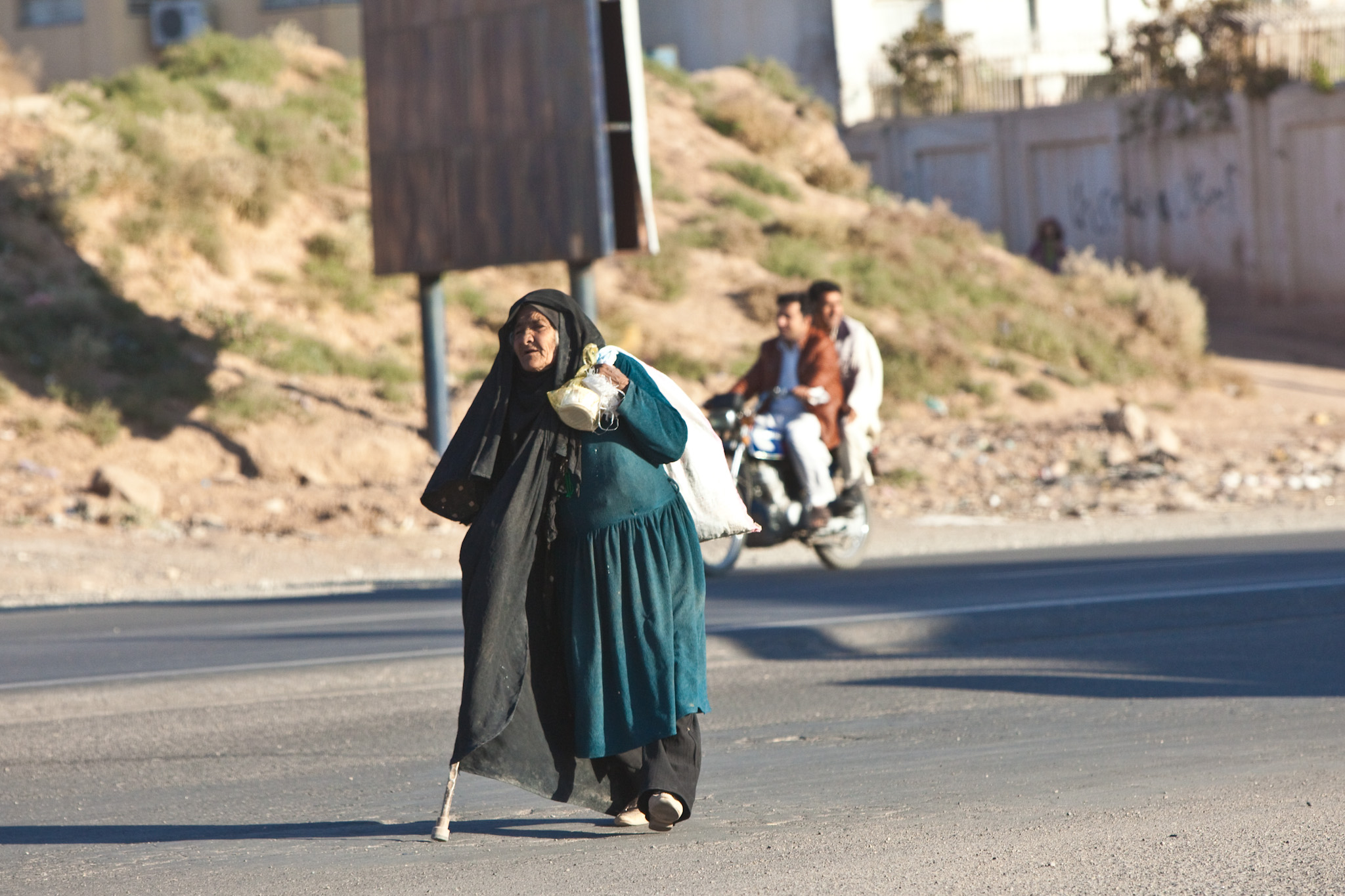
Стара жінка в Гераті
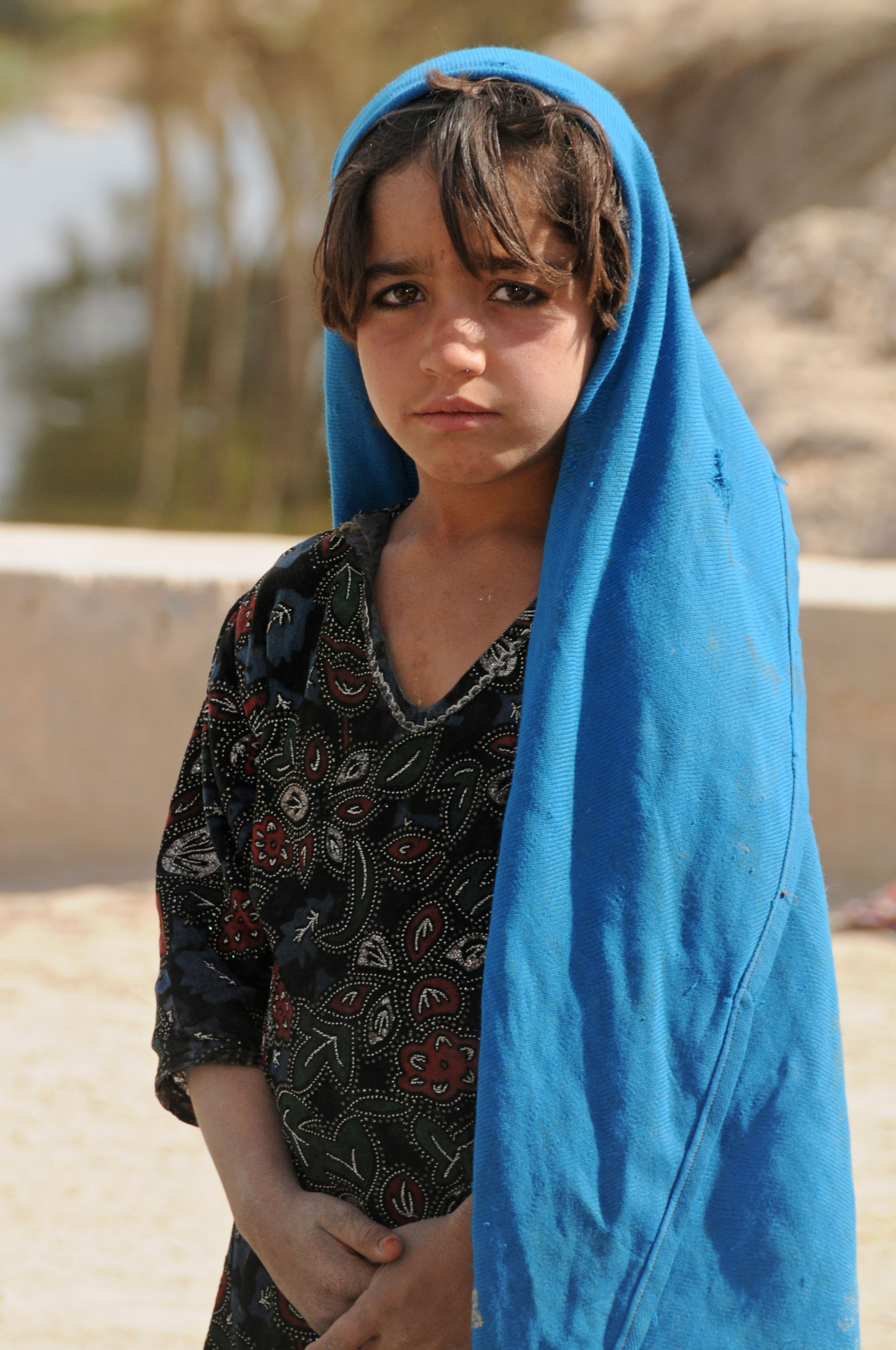
Афганська дівчина в провінції Орузган
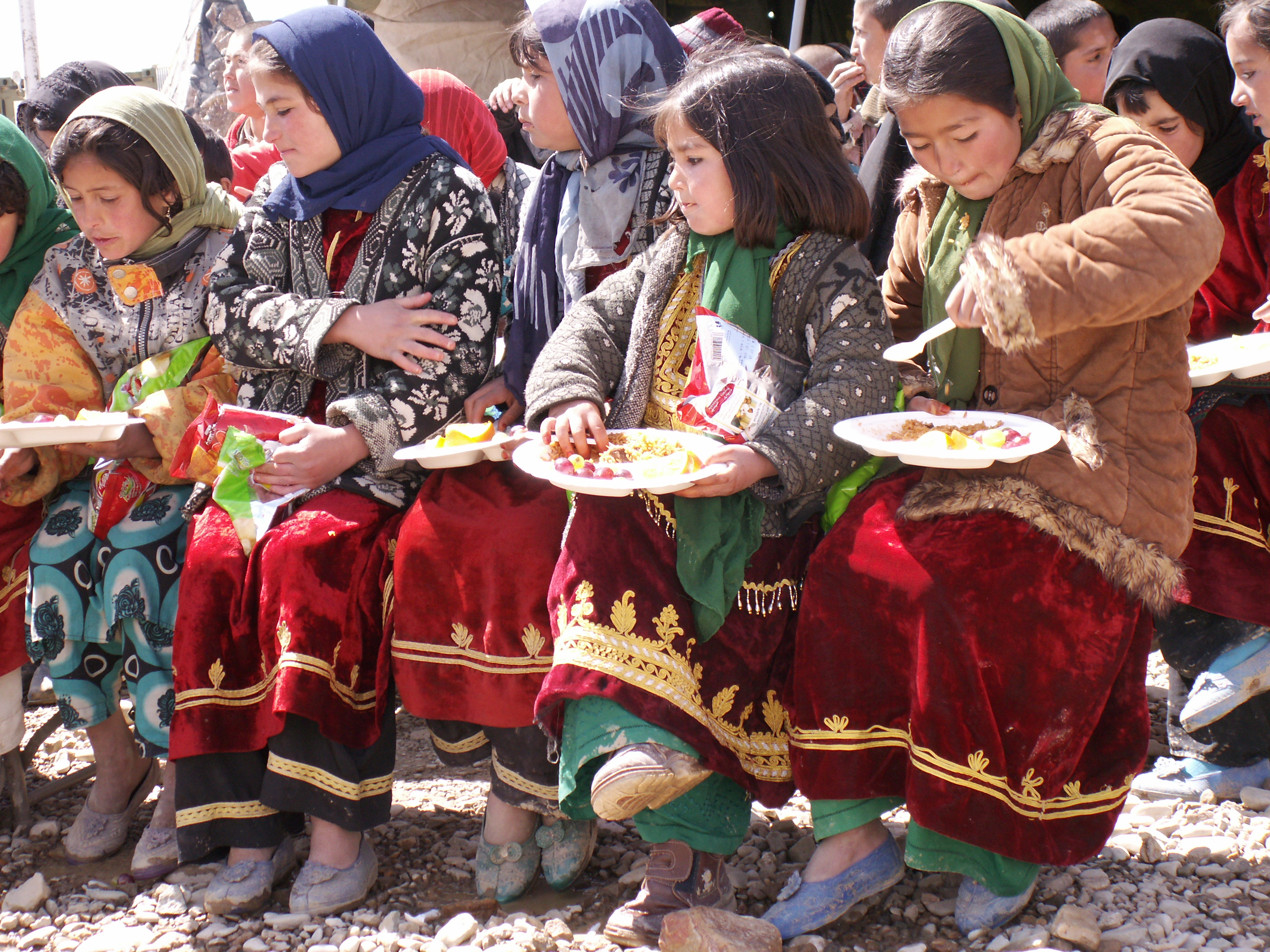
Дівчата, які насолоджуються їжею в Чагчарані в дитячому будинку
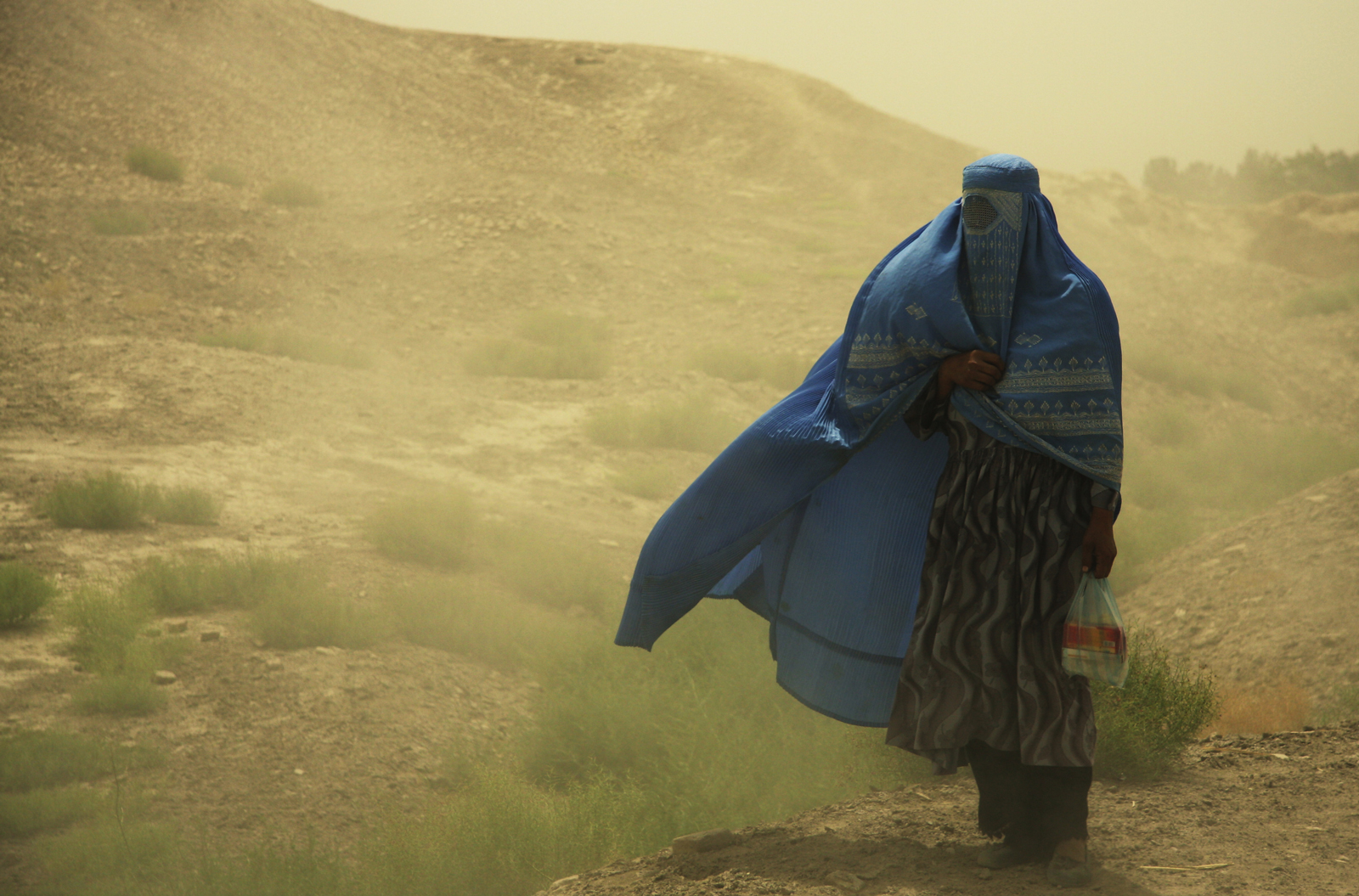
Жінка в паранджі біля Балха
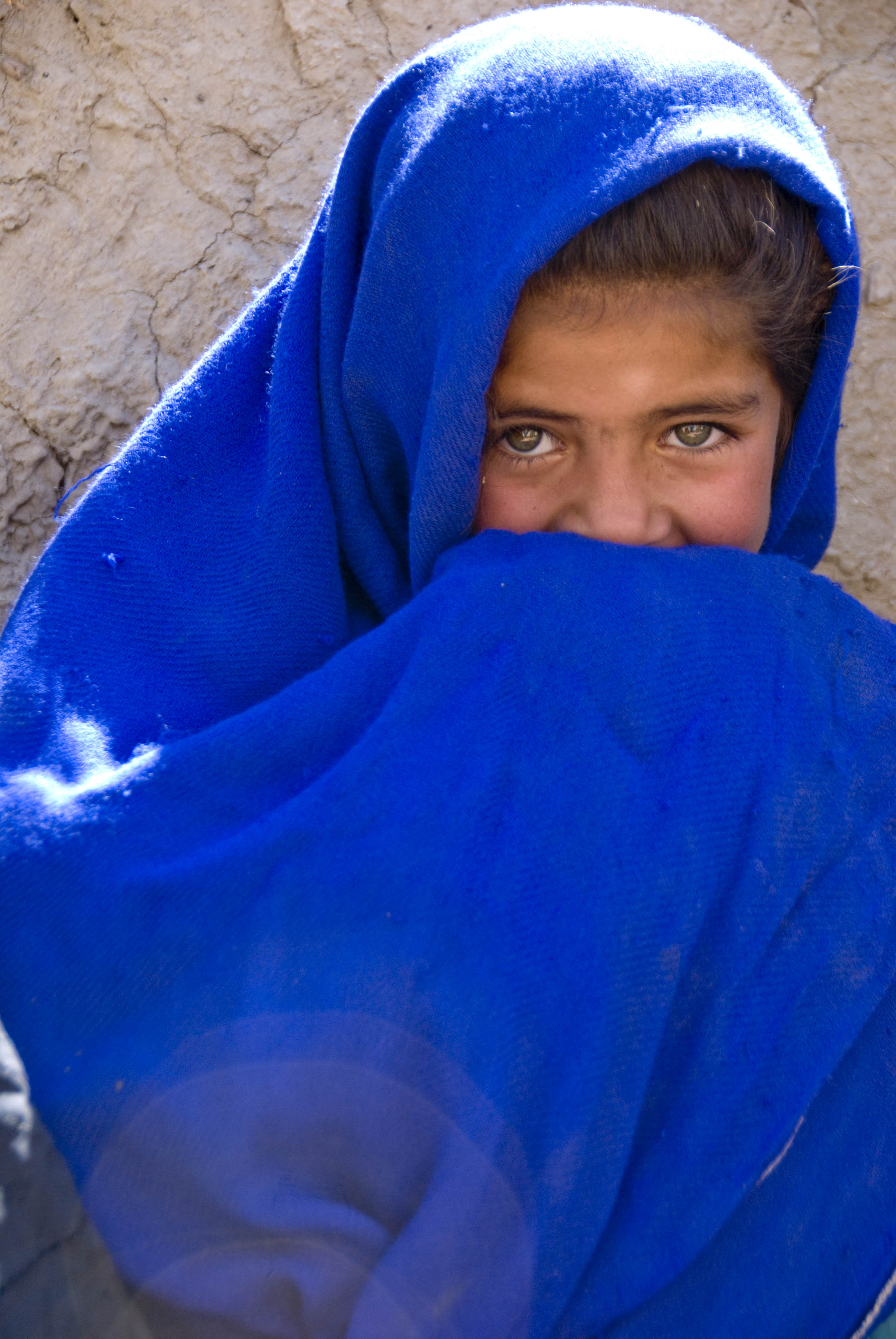
Дівчина з провінції Кандагар
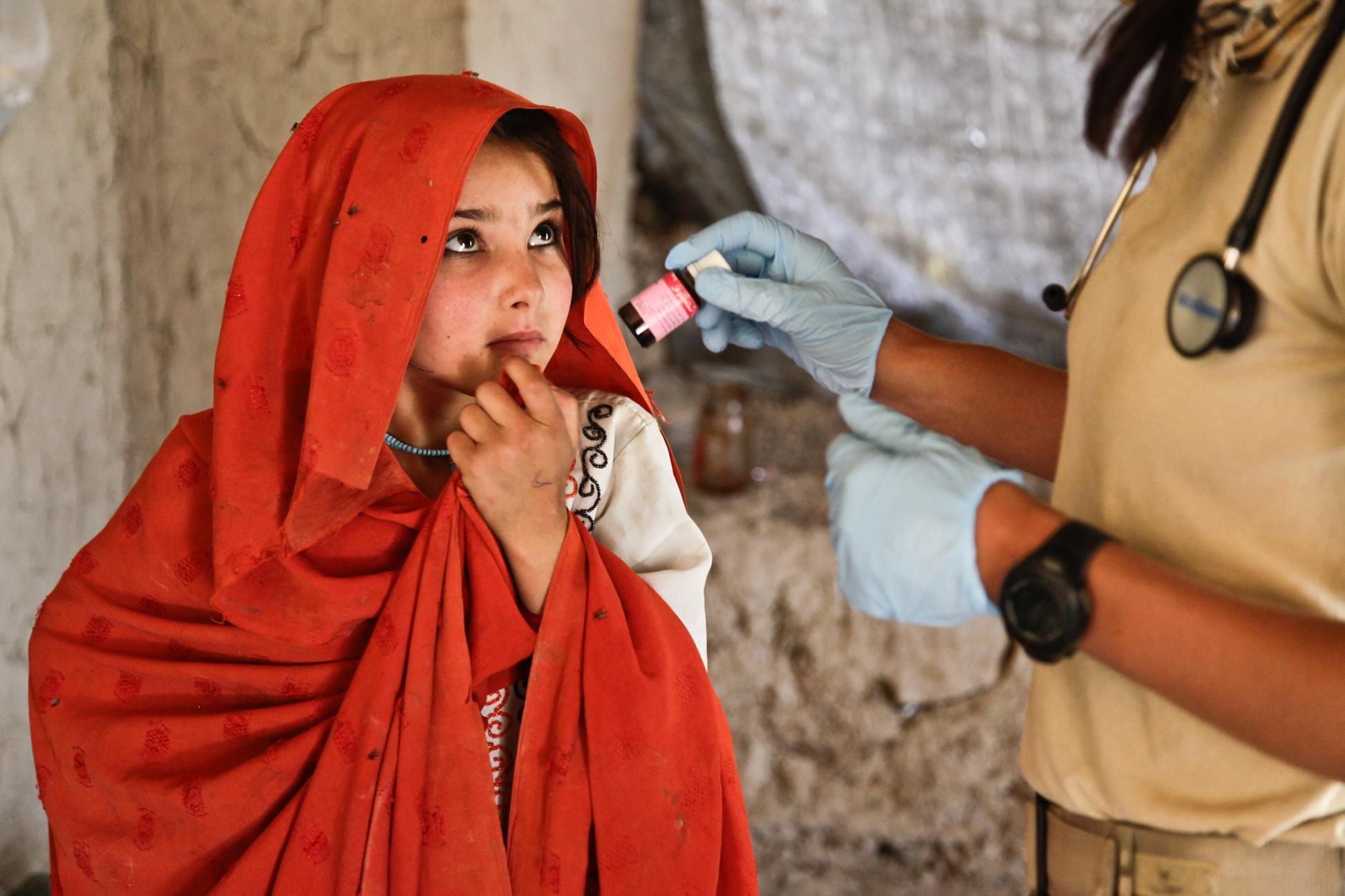
Афганська дівчина, яка проходить лікування у американського медика в провінції Орузган
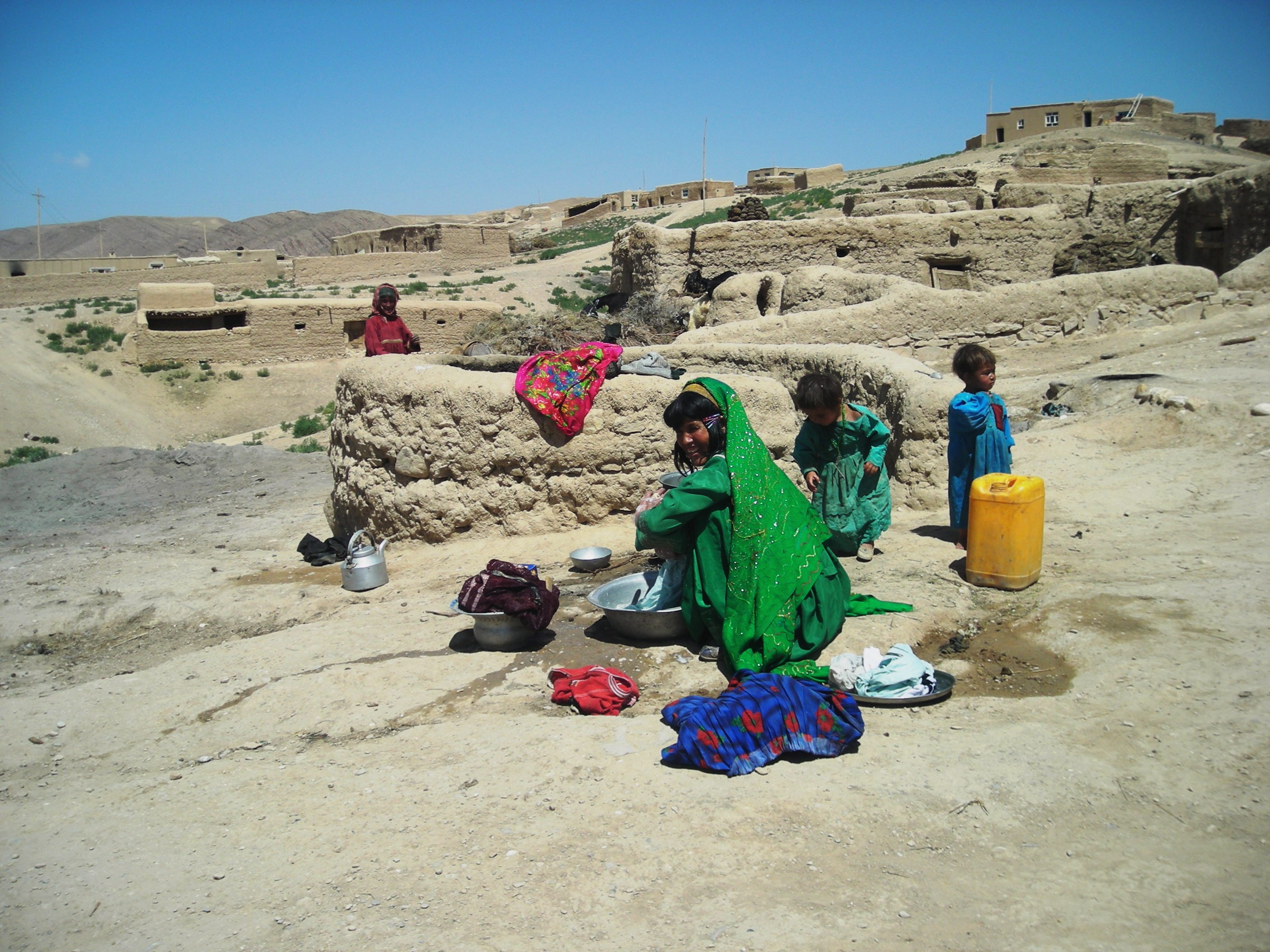
Мати з дітьми в селі поблизу Чарчарана
Племінні афганські жінки в традиційному вбранні, 1975
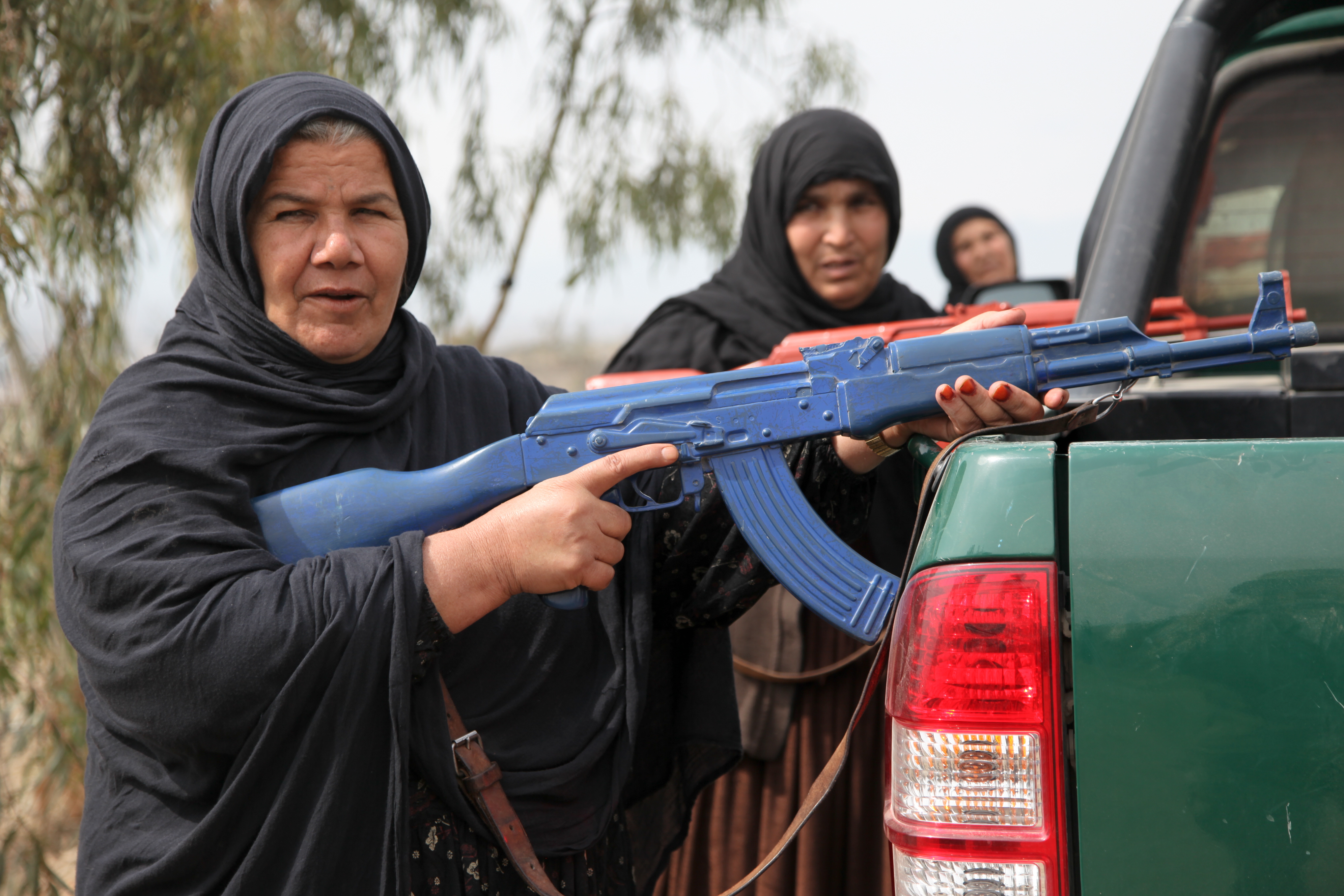
Жінки-поліцейські на навчанні, провінція Хост, 2013
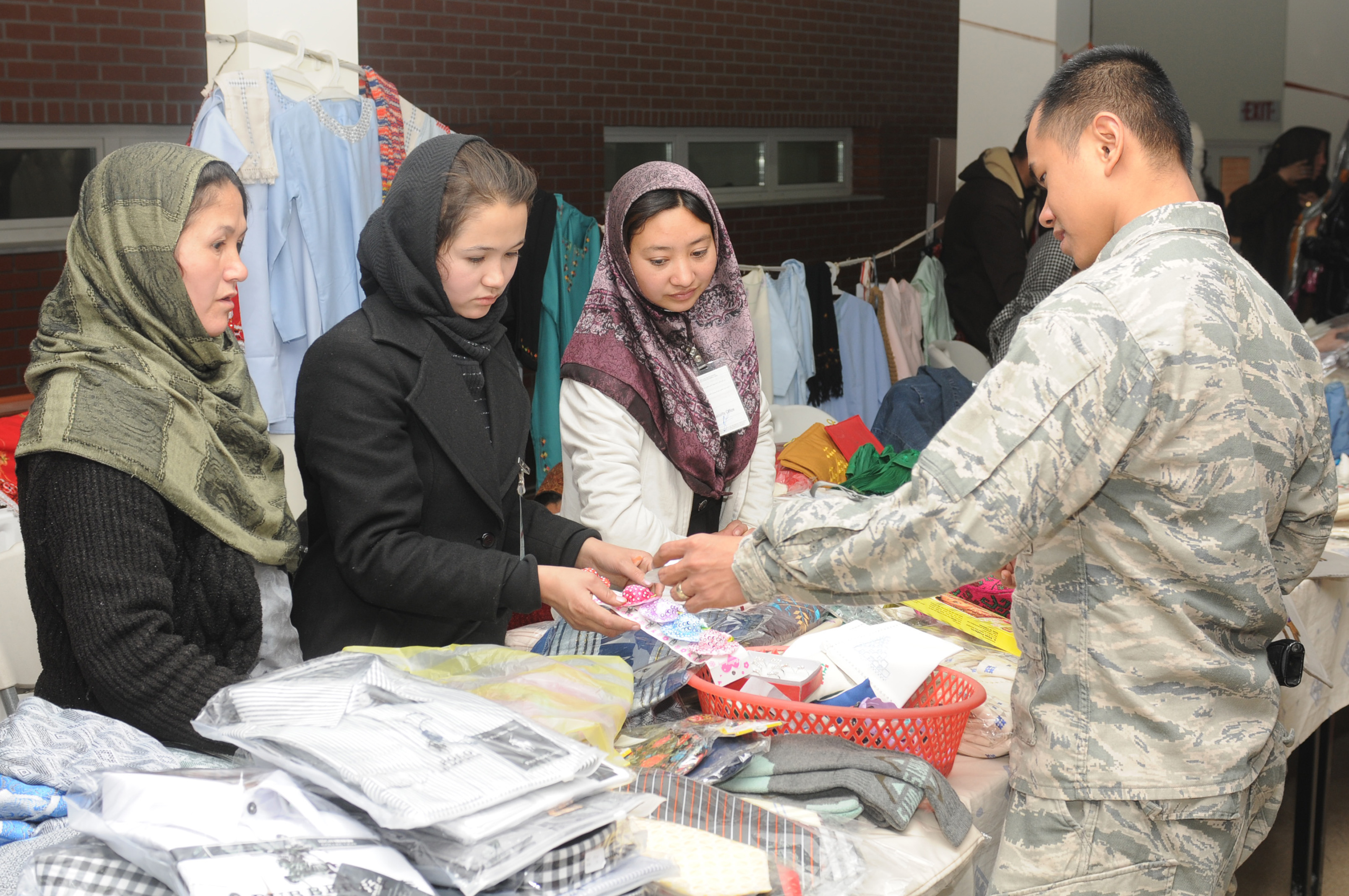
На базарі жінки продають речі персоналу ВПС США, 2010 рік
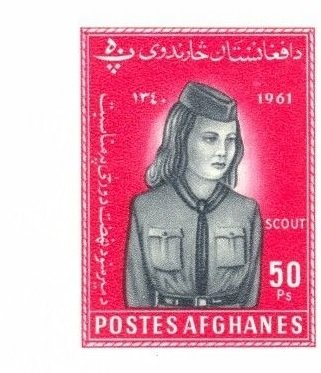
Поштова марка Афганістану з розвідницею (1961)